# Kierinluoto (ö i Norra Savolax)
Kierinluoto är en ö i Finland.   Den ligger i kommunen Kaavi i den ekonomiska regionen  Nordöstra Savolax ekonomiska region  och landskapet Norra Savolax, i den centrala delen av landet, 400 km nordost om huvudstaden Helsingfors.